# Morschen
Morschen település Németországban, Hessen tartományban. Lakosainak száma 3139 fő (2023. december 31.).

## Népesség
A település népességének változása:
| Lakosok száma | 3419 | 3240 | 3231 | 3231 | 3159 | 3180 | 3139 |
|               | 2014 | 2017 | 2018 | 2019 | 2021 | 2022 | 2023 |